# Ambrus (Francja)
Ambrus – miejscowość i gmina we Francji, w regionie Nowa Akwitania, w departamencie Lot i Garonna.
Według danych na rok 2007 gminę zamieszkiwały 93 osoby, a gęstość zaludnienia wynosiła 6 osób/km² (wśród 2290 gmin Akwitanii Ambrus plasuje się na 1097. miejscu pod względem liczby ludności, natomiast pod względem powierzchni na miejscu 878.).